# 大道南
大道南（だいどうみなみ）は、大阪府大阪市東淀川区にある町名。現行行政地名は大道南一丁目から大道南三丁目。

## 地理
東淀川区の東部に位置し、南西に豊里、北に大桐と接している。

### 河川
- 淀川

## 世帯数と人口
2019年（平成31年）3月31日現在の世帯数と人口は以下の通りである。
| 丁目         | 世帯数    | 人口    |
| ------------ | --------- | ------- |
| 大道南一丁目 | 1,417世帯 | 2,812人 |
| 大道南二丁目 | 877世帯   | 2,116人 |
| 大道南三丁目 | 581世帯   | 1,128人 |
| 計           | 2,875世帯 | 6,056人 |

### 人口の変遷
国勢調査による人口の推移。
| 1995年（平成7年）  | 5,405人 | [ 5 ] |  |
| 2000年（平成12年） | 5,735人 | [ 6 ] |  |
| 2005年（平成17年） | 5,551人 | [ 7 ] |  |
| 2010年（平成22年） | 6,278人 | [ 8 ] |  |
| 2015年（平成27年） | 6,349人 | [ 9 ] |  |

### 世帯数の変遷
国勢調査による世帯数の推移。
| 1995年（平成7年）  | 2,127世帯 | [ 5 ] |  |
| 2000年（平成12年） | 2,271世帯 | [ 6 ] |  |
| 2005年（平成17年） | 2,128世帯 | [ 7 ] |  |
| 2010年（平成22年） | 2,590世帯 | [ 8 ] |  |
| 2015年（平成27年） | 2,706世帯 | [ 9 ] |  |

## 事業所
2016年（平成28年）現在の経済センサス調査による事業所数と従業員数は以下の通りである。
| 丁目         | 事業所数  | 従業員数 |
| ------------ | --------- | -------- |
| 大道南一丁目 | 33事業所  | 210人    |
| 大道南二丁目 | 31事業所  | 98人     |
| 大道南三丁目 | 61事業所  | 316人    |
| 計           | 125事業所 | 624人    |

## 交通
- 国道479号

## 施設
- 大阪市立大道南小学校
- 阪神水道企業団 大道事業所

## その他

### 日本郵便
- 〒533-0012[3]（集配局：東淀川郵便局[11]）